# Ornithonyssus bursa
Ornithonyssus bursa är en spindeldjursart som först beskrevs av Berlese 1888.  Ornithonyssus bursa ingår i släktet Ornithonyssus och familjen Macronyssidae. Inga underarter finns listade i Catalogue of Life.